# Spermacoce ovalifolia
Spermacoce ovalifolia är en måreväxtart som först beskrevs av Martin Martens och Henri Guillaume Galeotti, och fick sitt nu gällande namn av William Botting Hemsley. Spermacoce ovalifolia ingår i släktet Spermacoce och familjen måreväxter. Inga underarter finns listade i Catalogue of Life.